# John Absolon
John Absolon (Londra, 1815 – 5 maggio 1895) è stato un pittore inglese.

## Biografia
Dal talento precocissimo, ancora ragazzino dipingeva figure in alcuni teatri londinesi, prima di trasferirsi a Parigi, dove visse quattro anni. Al suo ritorno a Londra, nel 1839, abbandonò la pittura a olio per dedicarsi all'acquerello. Divenne membro e segretario della New Society of Painters in Water Colours, di recente fondazione e in competizione con la Royal Watercolour Society. Suscitò ammirazione e clamore l'opera Vicar of Wakefield in Prison. L'ultima parte della sua carriera fece registrare un ritorno all'olio.
Sposato con una donna francese (dal cognome De Mansfield), ebbe dodici figli, fra cui il pittore acquerellista John De Mansfield Absolon.
Realizzò alcune vedute della Grande esposizione delle opere dell'industria di tutte le Nazioni di Londra del 1851, conservate al Metropolitan Museum of Art di New York. Alcuni suoi acquerelli sono conservati allo Yale Center for British Art di New Haven (Connecticut).

## Galleria d'immagini

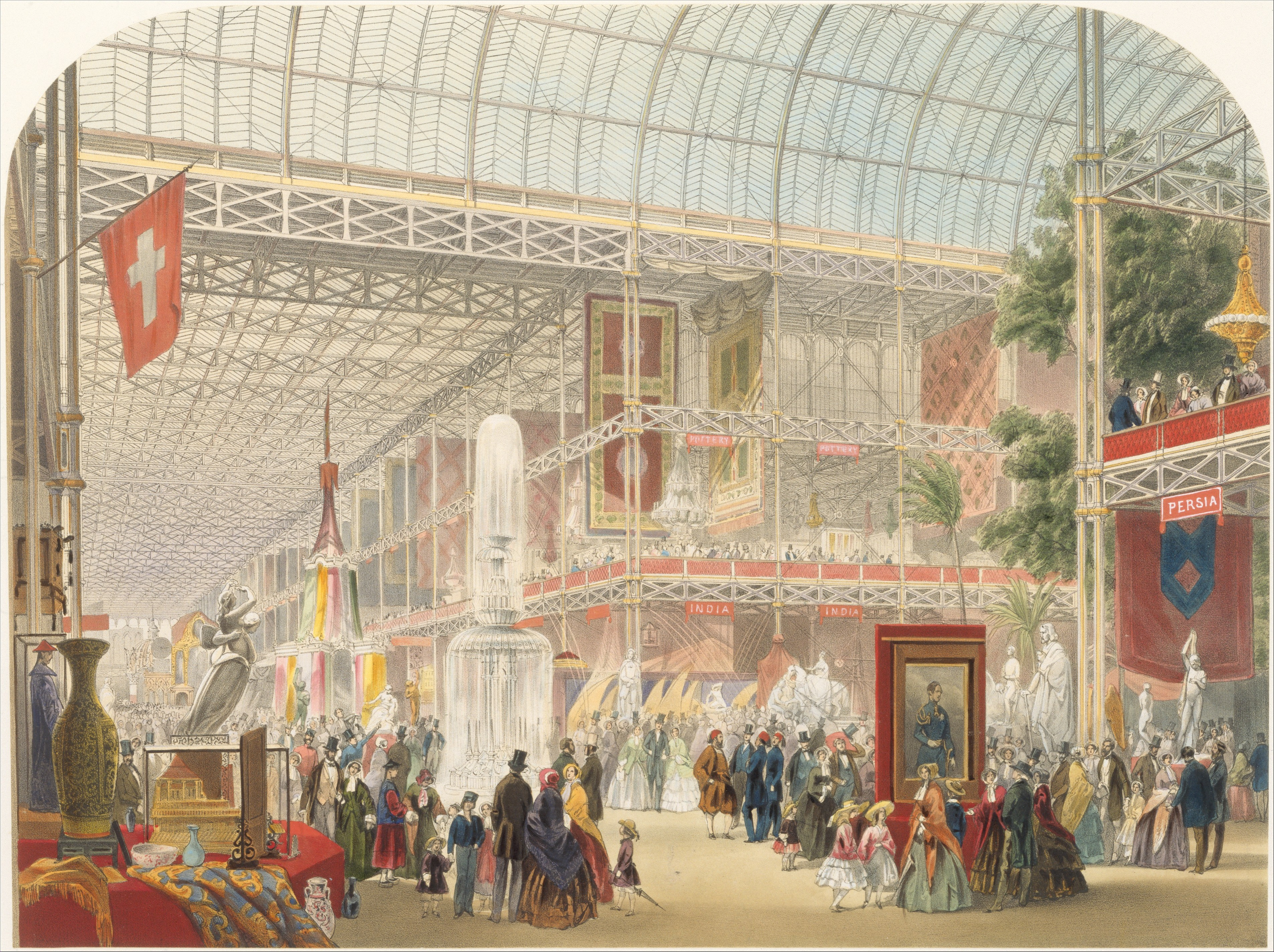
Veduta generale dell'interno della Grande esposizione, 1851 (New York, Metropolitan Museum of Art)
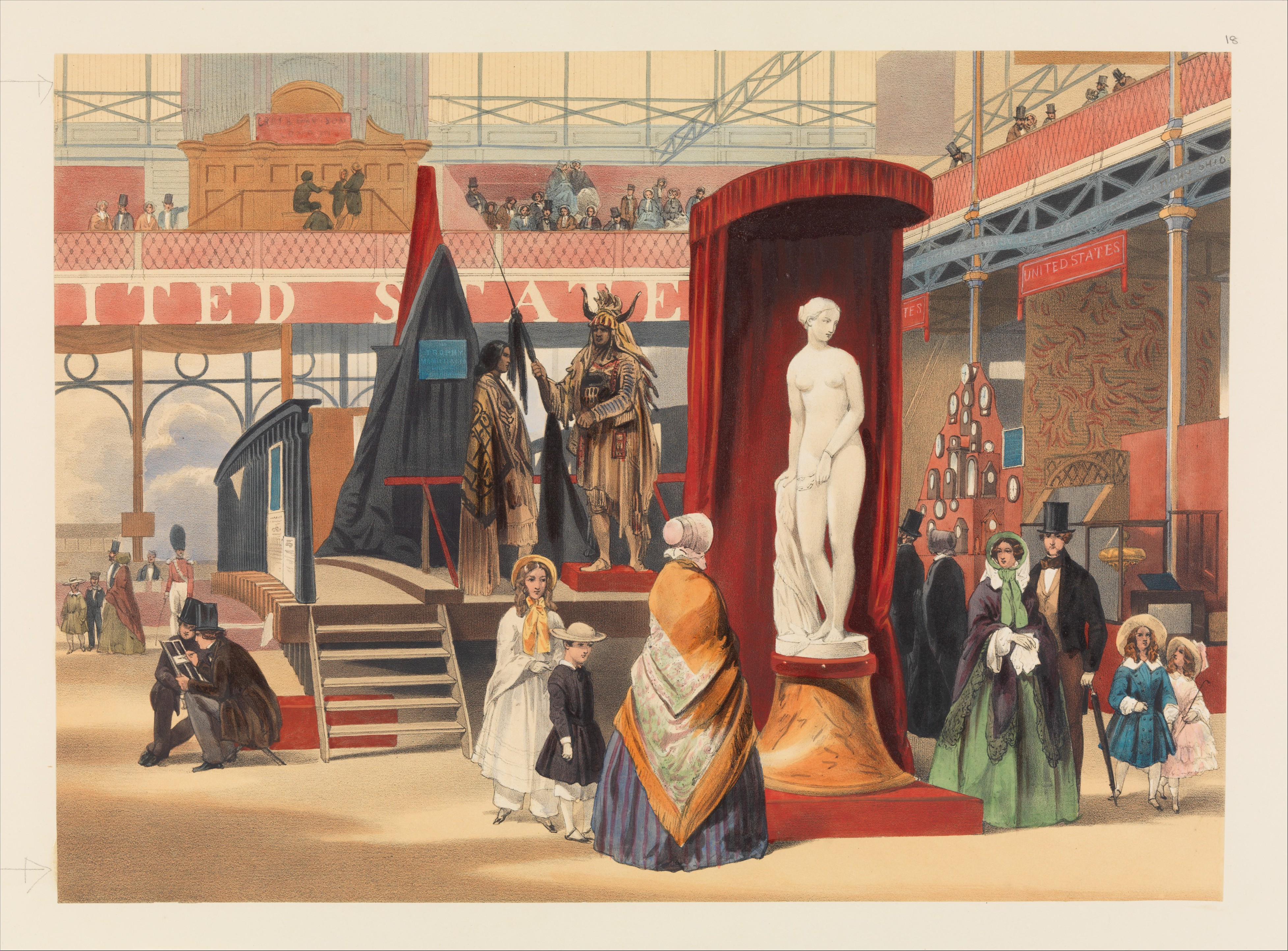
Veduta dell'ala est della Grande esposizione, 1851 (New York, Metropolitan Museum of Art)
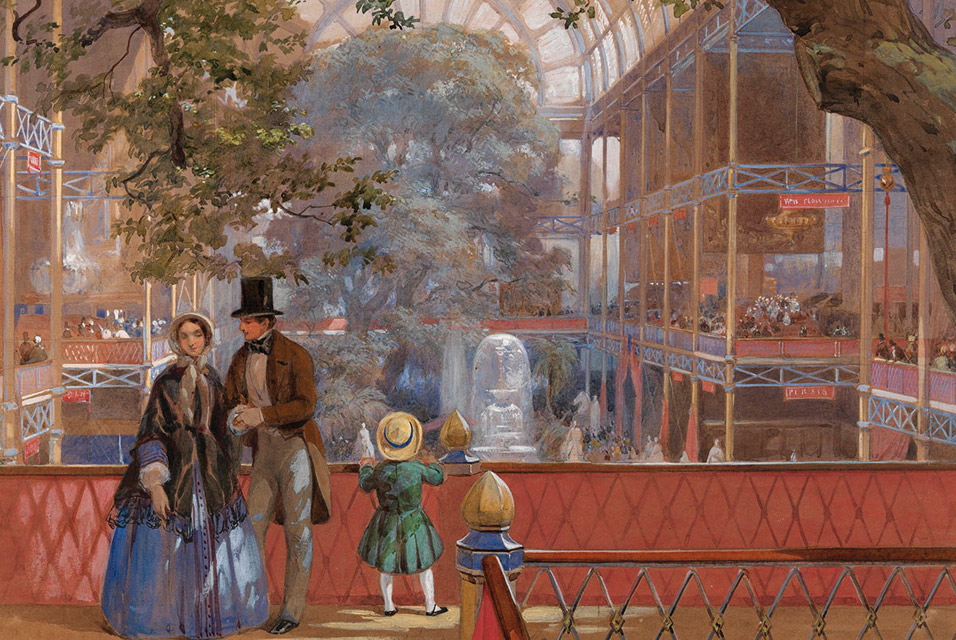
Il transetto della galleria sud alla Grande esposizione, 1851 (New York, Metropolitan Museum of Art)
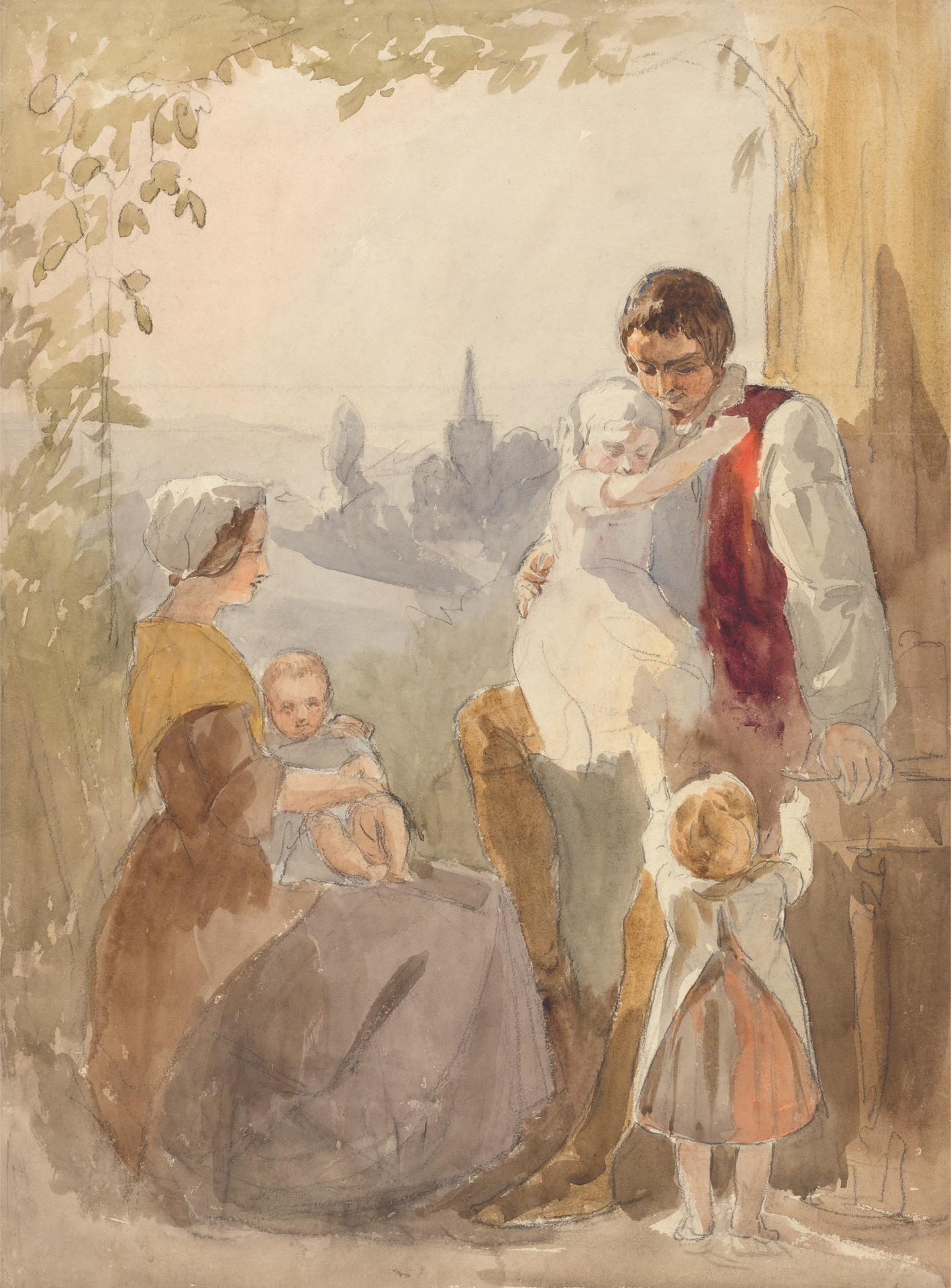
Gruppo familiare (New Haven, Yale Center for British Art)
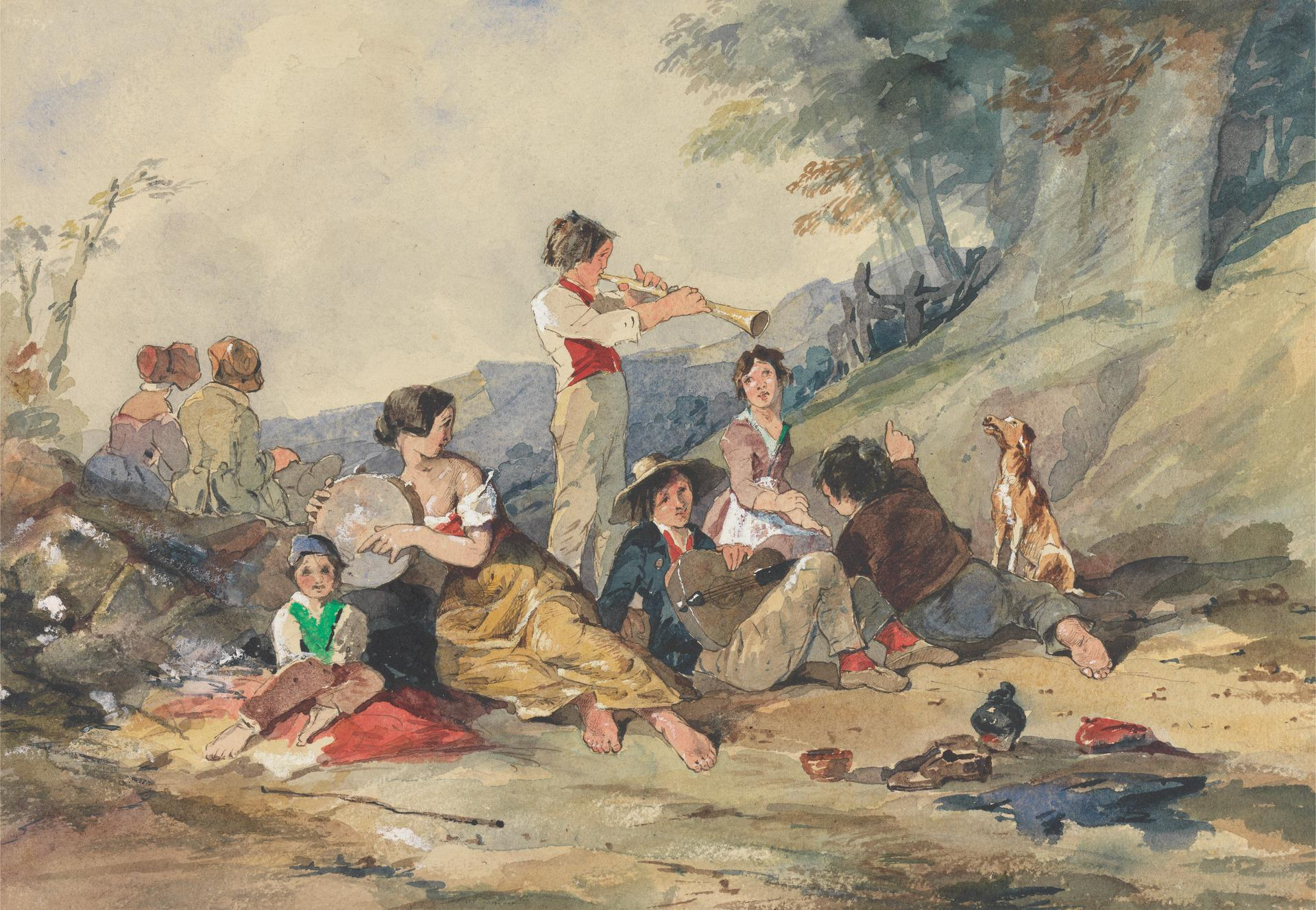
Gruppo di contadini con strumenti musicali (New Haven, Yale Center for British Art)
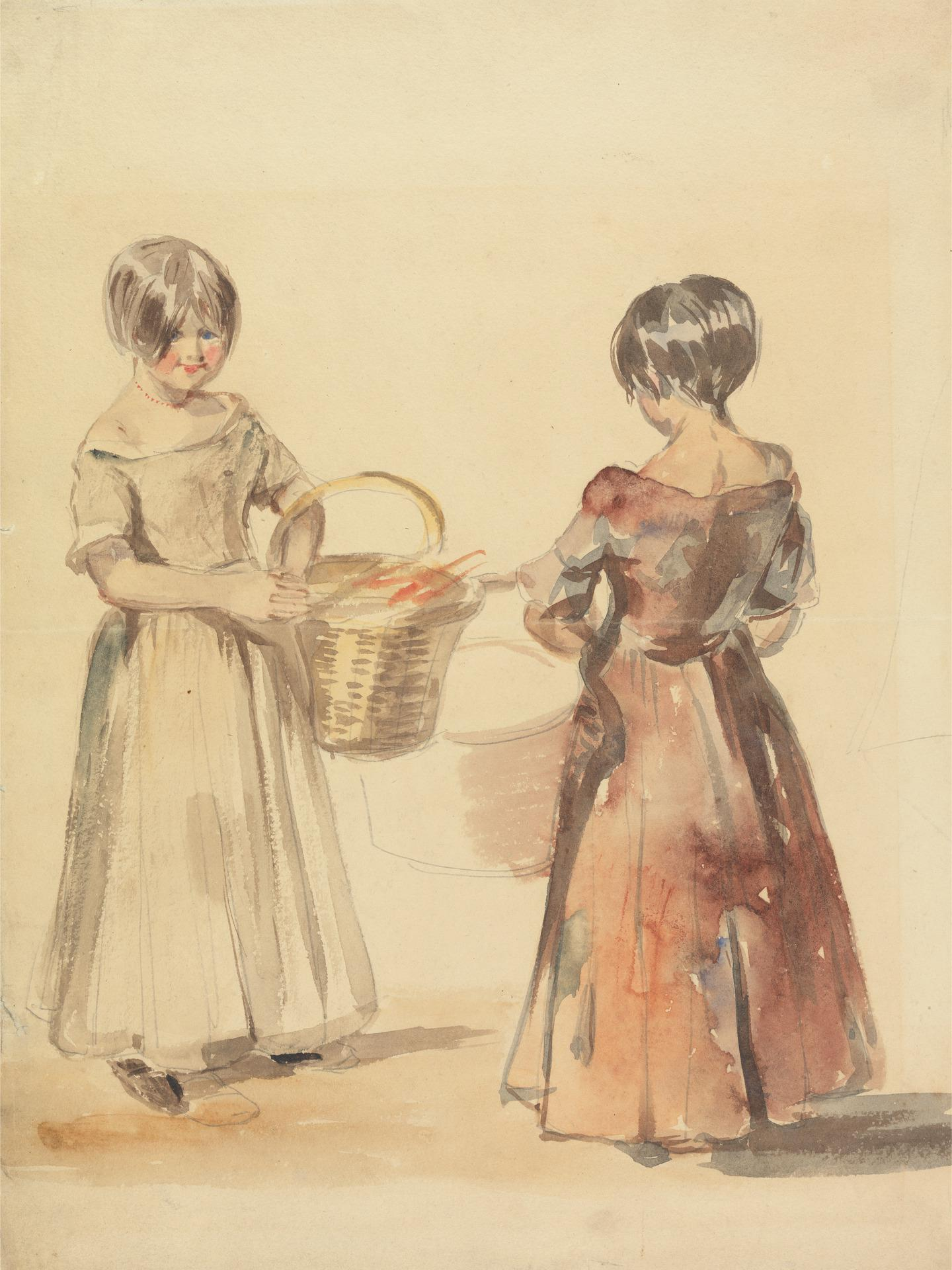
Contadine (New Haven, Yale Center for British Art)
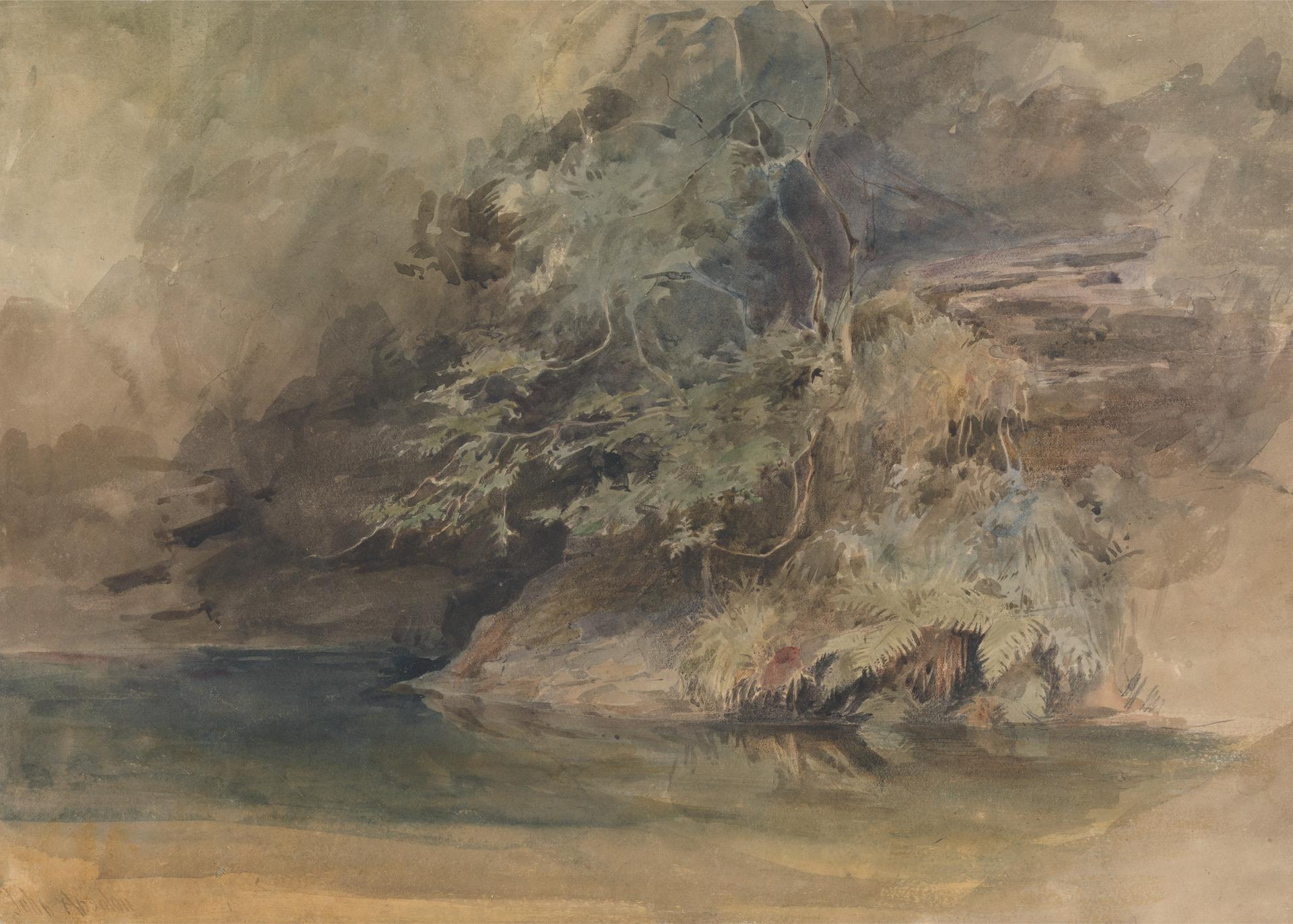
Stagno con alberi (New Haven, Yale Center for British Art)
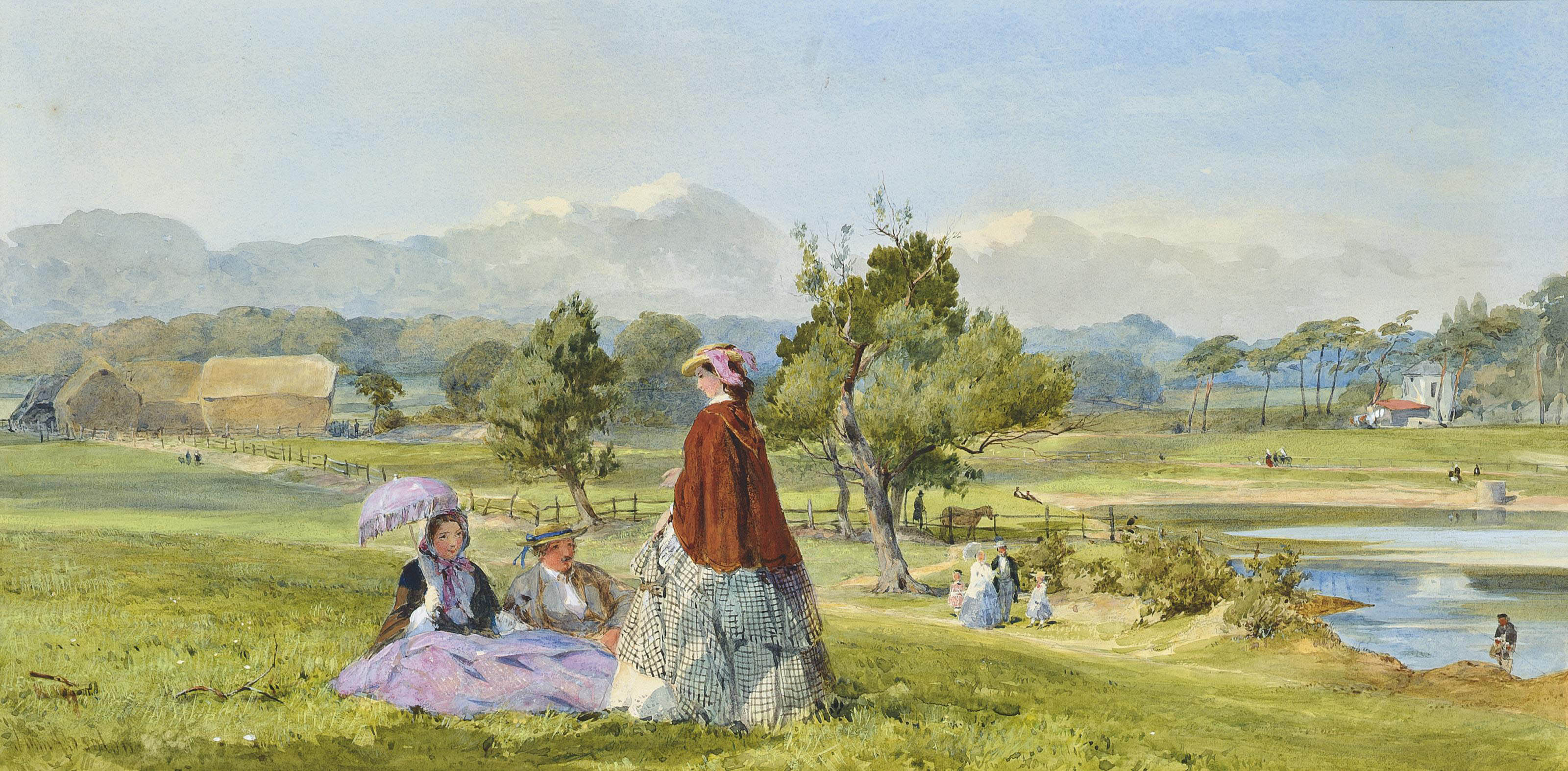
Ozio estivo
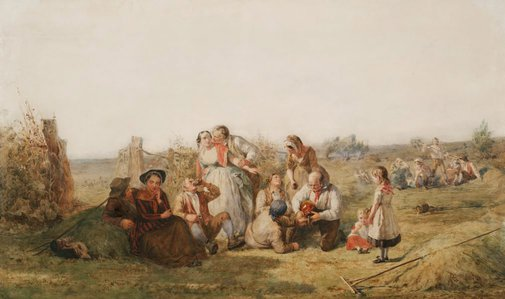
La raccolta del fieno